# Sacagawea

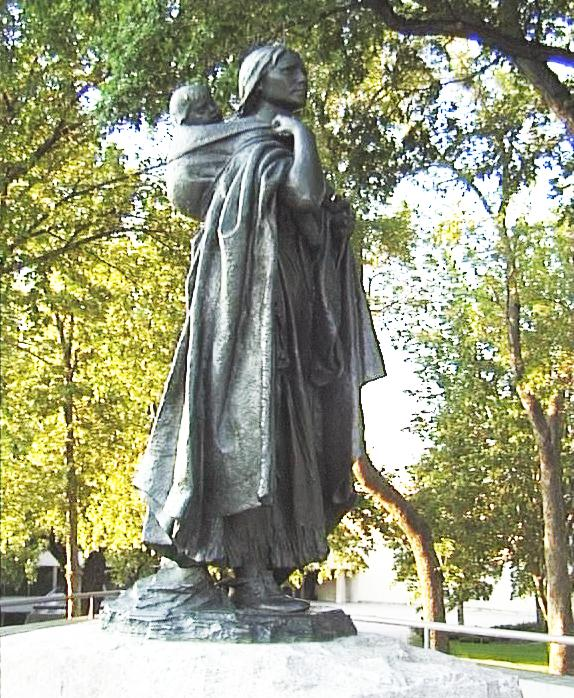
Standbeeld van Sacagawea in de stad Bismarck

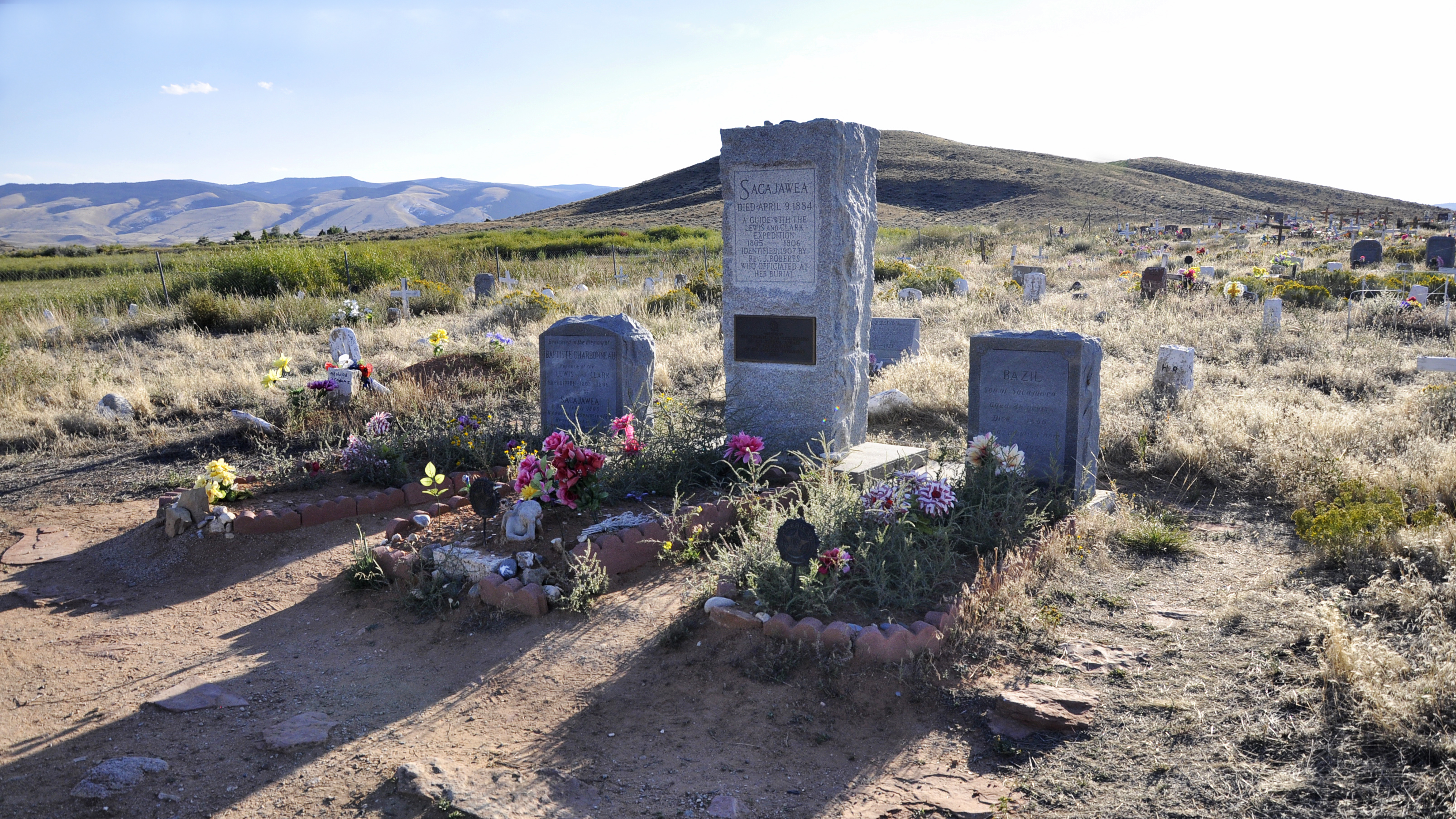
Het graf van Sacagawea in Fort Washakie

Sacagawea (Lemhi County, circa 1788 - Fort Lisa (Nebraska), december 1812), ook Sacajawea en Sakakawea genoemd, was een indiaanse vrouw uit de Shoshone-stam. Haar man en zij werden vanuit Fort Mandan gerekruteerd voor de expeditie van Lewis en Clark. Ze vergezelden deze expeditie als tolk en gids tijdens het verkennen van het westelijke deel van de Verenigde Staten. Ze werd in de Verenigde Staten een symbool voor de vrouwenemancipatie en haar beeltenis staat sinds 2000 op de voorkant van een van de actuele munten van één Amerikaanse dollar.

## Biografie
Sacagawea werd geboren als Shoshone. Toen ze ongeveer twaalf jaar was werd ze ontvoerd door leden van de naburige Hidatsa-stam. Een jaar later trouwde ze met de Franse ontdekkingsreiziger Toussaint Charbonneau. Haar man werd in 1804 als tolk aangenomen door Meriwether Lewis en William Clark voor hun expeditie, waarmee Sacagawea ook meeging. Eind 1805 bereikte men de Grote Oceaan. In september 1806 kwam de expeditie in Saint Louis ten einde.
Na afloop van de expeditie woonde Sacagawea met haar man drie jaar bij de Hidatsa. Hierna vestigden ze zich bij de kolonisten. Ze is waarschijnlijk in 1812 in Fort Lisa (Nebraska) aan de Missouri aan difterie gestorven toen ze ongeveer 25 jaar oud was. Echter er zijn ook aanwijzingen dat ze is teruggekeerd naar de Shoshone in het Wind River-reservaat, waar ze in 1884 overleden zou zijn.